# Jean-Claude Sanz
Pour les articles homonymes, voir Sanz.
Pas d'image ? Cliquez ici

a Compétitions nationales et continentales officielles uniquement.

Jean-Claude Sanz, né le 1er août 1943 à Bayonne, est un joueur français de rugby à XV qui évolue au poste de centre.

## Biographie
Fils de Henri Sanz[réf. souhaitée], Jean-Claude Sanz est né le 1er août 1943 à Bayonne.
Il pratique le rugby à XV au début des années 1960 au sein du club du Toulouse OEC, avant de rejoindre l'US Dax. Avec le club landais, il s'incline en finale du championnat de France en 1966, contre le SU Agen. Il retourne ensuite au TOEC la saison suivante, et continue d'y évoluer encore quelques années.
Il ouvre, en parallèle de son métier de professeur d'éducation physique et sportive, une classe de sport-étude au collège du quartier du château de l'Hers, y développant la pratique de la pelote basque,.

## Palmarès
- Championnat de France :
  - Finaliste : 1966 avec l'US Dax.